# Wasyl Szpicer
Wasyl Szpicer (ur. 2 października 1947 w Łukawicy Niżnej, zm. 27 sierpnia 2020) – ukraiński polityk i działacz samorządowy, przewodniczący Rady Miejskiej Lwowa w latach 1991–1994.
Ukończył studia na wydziale elektrycznym Politechniki Lwowskiej. W 1989 był uczestnikiem zjazdów założycielskich Towarzystwa Języka Ukraińskiego im. Szewczenki oraz Ludowego Ruchu Ukrainy na rzecz Przebudowy.
W 1990 został wybrany deputowanym Lwowskiej Rady Obwodowej oraz Rady Miejskiej Lwowa, w latach 1991–1994 przewodniczący Rady Miejskiej. W latach 1994–1995 był szefem wydziału w Lwowskiej Obwodowej Administracji Państwowej.